# Neumann Teréz
Therese Neumann, más néven Konnersreuthi Neumann Teréz (Konnersreuth, 1898. április 9. – Konnersreuth, 1962. szeptember 18.) a legismertebb női stigmatizált volt.

## Élete

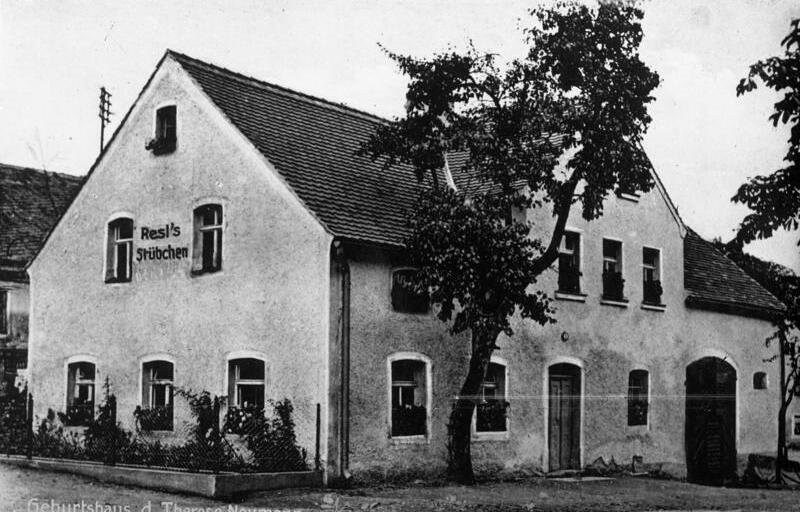
Szülőháza Konnersreuthban

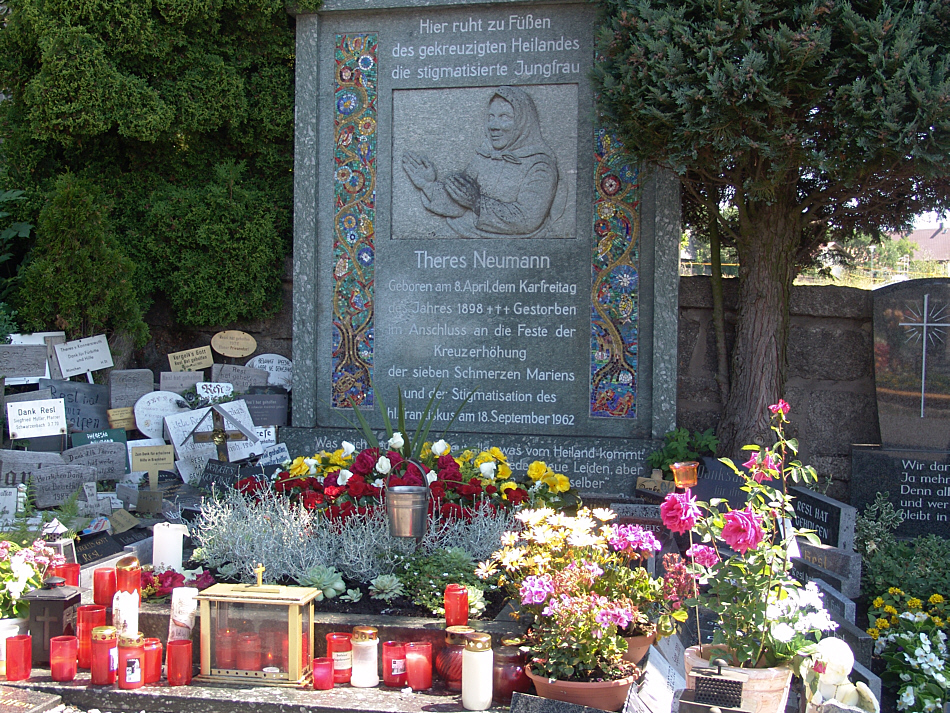
Sírja

Szegény bajor családból származott, alkalmi munkából tartotta fenn magát, amíg mindenféle betegség el nem érte. Ezek miatt tehetetlenségre lett ítélve.
A beszámolók szerint 1918. október 10-én egy tűzeset után lebénult, majd egy évvel később megvakult. Azonban három évvel később, csodával határos módon 1923. április 29-én, Lisieux-i Szent Teréz boldoggá avatásának napján visszanyerte látását. 1926. március 5-én pedig, a nagyböjt első péntekjén szíve fölött seb jelent meg, amit ekkor még titokban tartott. 1926-ban különös látomásban volt része, látta Jézust három apostollal együtt az Olajfák hegyén, amely után minden nyavalyája nyomtalanul eltűnt. 
Öröme azonban nem tarthatott sokáig, mert alig néhány nappal csodálatos gyógyulása után stigmák jelentek meg a testén. Húsvét szombatján arról számolt be, hogy látta Krisztus feltámadását. Ezután 32 éven át, minden pénteken átélte Jézus szenvedését, saját kínjai különösen nagypénteken fokozódtak. Gyakran került önkívületi állapotba, és ilyenkor nem németül, hanem a számára egyébként ismeretlen arámi nyelven beszélt. Értett továbbá görögül, héberül és latinul is. Teréz hatalmas szenvedései mindig két napig tartottak, vasárnap reggelre rendbe jött. 
Egy 1936-os leírás alapján: 
Járása nehézkes, mert sokat szenved a lábán levő stigmák miatt, s lábujjhegyen kell járnia. Gyakran megjelenik Konnersreuthnak, a kis bajor falunak utcáin, ahol él, s maga műveli a falu határában elterülő kertjét. Keze mindig fekete kesztyűbe van bujtatva, hogy eltakarja a sebhelyeket, s megóvja a köznapi élet tisztátalanságától. Ezeket a sebhelyeket sok specialista orvos megvizsgálta már. Mindig ugyanolyan állapotban vannak, sem össze nem záródnak, sem meg nem nagyobbodnak, nem mérgesednek el és nem hegednek be... A jobb oldalának sebhelye nem lassan és állandóan vérzik, mint a kezek és lábak, a fej és a jobb váll sebei, hanem időszakonként erős vérsugár ömlik ki hirtelen belőle, mintha a szív is át volna szúrva.
Állandó orvosi felügyelet alatt élt, lakóhelyének püspöke rendszeresen látogatta. 1922-től haláláig a szent ostyán kívül semmilyen más ételt nem vett magához, 1926-tól pedig már vizet sem ivott. 1927 júliusában egy egyházi orvos és négy, szintén egyházi ápolónő figyelte két héten át a nap 24 órájában, de csak azt tudták megállapítani, hogy az oltári szentségen kívül semmi mást nem evett, ennek ellenére nem lépett fel nála betegség. 
Később újra két hetes állandó megfigyelés alatti vizsgálatnak vetették alá. Vizsgálatát 15 napban állapították meg, mert a megkérdezett élettantudósok kijelentették, hogy nincs ember, aki 11 napnál tovább tudna élni evés és ivás nélkül. N. Teréz a vizsgálat végén 55 kg-ot nyomott, ugyanannyit, mint a vizsgálat megkezdésekor. A vérvizsgálatok, amelyeket időközben végeztek, semmiféle táplálékhiányt nem mutattak. Dr. Seidl, a waldsasseni kórház igazgatója így nyilatkozott: Nem lehet semmi kétség: Neumann Teréz valóban nem eszik és iszik egyáltalán semmit, aki mást állít, az vagy nem tanulmányozta a kérdést, vagy pedig hazudik.
Dr. Fritz Gerlich, egy protestáns német újság szerkesztője is Konnersreuthba ment, hogy "lerántsa a leplet a katolikus szélhámosról". Végül nagy tisztelettel életrajzot írt róla.
Az emberek tömegesen kezdték el látogatni annyira, hogy a Neumann család alig tudott a kíváncsiskodóktól dolgozni. A család kérésére végül úgy határozott az egyházi hatóság, hogy ezután csak azok látogathatják meg N. Terézt, akik püspöki engedélyt kapnak a látogatásra. 1935-ben Paramahansza Jógánanda indiai jógi is felkereste, aki önéletrajzi könyvében N. Teréz ezen szavait idézi: 
- "Jómagam többek között azért vagyok most itt a Földön, hogy bebizonyítsam, az embert Isten láthatatlan fénye is táplálhatja, nemcsak az élelem."[10]

Neumann Teréz 1962-ben angina pectoris után hirtelen szívmegállásban halt meg. Boldoggá avatása 2005-ben kezdődött.

## Fordítás
- Ez a szócikk részben vagy egészben  a   Therese Neumann című angol Wikipédia-szócikk fordításán alapul.  Az eredeti cikk szerkesztőit annak laptörténete sorolja fel. Ez a jelzés csupán a megfogalmazás eredetét és a szerzői jogokat jelzi, nem szolgál a cikkben szereplő információk forrásmegjelöléseként.